# ヒノトリ
ヒノトリは、かつてマセキ芸能社で活動していた日本のお笑いコンビ。旧コンビ名はサメゾンビ。2021年12月14日解散。

## メンバー
ばぁど
- 本名及び旧芸名：滝田 和貴（たきた かずき）
- 1991年6月11日（33歳）
- 出身地：東京都調布市出身。
- 身長：173cm
- 趣味：麻雀、漫画、サッカー、ボートレース、カレーを作る、クロスワード  公式プロフィールには無いがカレーを作るのが上手く、かなりの腕前だそう。
- 特技：ピアノ（3歳から16歳まで）、「漫画ソムリエ」（その人の気分に合った漫画を見つけ出すことが出来る）、50音ですぐ"言い訳"できる
- 血液型：O型
- 2011年2月19日芸人デビュー。最初は「パオ～ん村長」の芸名で活動。
- 2016年7月に芸名を「ギャグセン高男」に改名。しかし2017年3月11日開催のライブ「マセキ芸能社企画ライブ パーティーパープルジュニア『負けたら即改名! サメゾンビ・ギャグセン高男 炎の7番勝負』」にて負けたため、芸名を再び滝田和貴に戻す。ヒノトリ解散前までは「ばぁど」という芸名で活動していた。
- 解散後は元SLOWRUNの土本真悠子とのコンビ「ローマんな」を結成し、東京NSCの29期生となった。

たくろー
- 本名：鳥澤 拓朗（とりさわ たくろう）
- 1991年2月11日（34歳）
- 出身地：神奈川県川崎市
- 身長：177cm
- 趣味：ランニング、麻雀、ヤクルトの応援、サッカー、ボートレース、チャーハン巡り 
- 特技：百人一首、似顔絵、辛いものをノーリアクションで食べられる、ダイエット(言われた日にちまでに言われたキログラム痩せられる) 
- 血液型：B型
- 2009年5月に芸人デビュー。サメゾンビ以前は、コンビ「ホッチリ」、ピン芸人「鳥澤たくろー」「鳥澤拓朗」「とりさわたくろう」として活動。
- 過去、現「おるたなChannel」のないとーと共にコンビ「とろけろ」としても活動していた。
- 大学生時代、漫画家の「アーノルズはせがわ」とのコントユニット「西のコント好きの庭」としても活動していた。

## 概説
創価大学落語研究会40期の滝田和貴と同会39期の鳥澤拓朗により結成。2014年1月からマセキ芸能社所属となる。
横浜FCホームゲームでも活動している。
旧コンビ名「サメゾンビ」は先輩に名付けてもらったもので、「芸能界は水に関する単語が縁起良い」という説から、魚のサメを選び、これにこの先輩が好きなユニット、シャカゾンビのゾンビを組み合わせた。2020年6月19日を以ってサメゾンビからヒノトリにコンビ名を改名した。
新ネタをおろす自主ライブ「でかぷっしゅ」を主催しており、ハナコ、空気階段、ママタルト、真空ジェシカ、オズワルド、ファイヤーサンダーなど賞レースでも結果を残す若手芸人を多く輩出している。
2021年12月14日、マセキ芸能社公式ホームページにて同日付けでの解散が発表された。たくろーは芸能界を引退し、ばぁどは芸人活動を継続する。

## 出演

### テレビ
- 学生才能発掘バラエティ 学生HEROES!（テレビ朝日）
- カンニング竹山の恋愛中毒（BSフジ）
- ネタパレ[14]
- エンタの神様（滝田のみ）
- 前略、西東さん（2020/3/28放送）

### ラジオ
- マイナビ Laughter Night（TBSラジオ）
- インターネットラジオ ヒノトリのシン・オジラ[15]

感想ハッシュタグは #オジラ聞かない奴の気が知れない

### ライブ
- マセキ芸能社事務所ライブ「パンキッシュガーデン[注釈 1][1]
- 自主ライブ「お笑い畜生道」「でかぷっしゅ！！」[1]